# Never Again (canção de Kelly Clarkson)
"Never Again" é uma canção da cantora norte-americana Kelly Clarkson, gravada para o seu terceiro álbum de estúdio My December. Foi composta pela própria Clarkson com o apoio de Jimmy Messer, com a produção a cargo de David Kahne. A música acabou por ser enviada para as rádios norte-americanas a 24 de abril de 2007 através da editora discográfica RCA Records. Foi lançada a 17 de maio do mesmo ano na loja digital iTunes de vários países, incluindo o Brasil, Irlanda e Portugal.
A nível musical, a canção demonstra uma sonoridade mais rock do que em trabalhos anteriores de Kelly, incorporando um estilo pop rock. A sua sonoridade é composta através dos vocais, juntando acordes de guitarra e bateria. Liricamente, o tema discute a história de uma traição num dos relacionamentos da artista, mostrando o seu lado mais cru e enraivecido. Como consequência de uma letra diferente e mais enfurecida, mais tarde, foi revelado que o tema esteve em risco de ser retirado do alinhamento final de My December, devido a um conflito interno com a sua editora discográfica.
A obra recebeu críticas positivas, com a maior parte dos analistas a citarem como uma contraparte obscura de "Since U Been Gone" e classificando como um dos melhores lançamentos de Clarkson. Em termos de desempenho comercial, falhou obter a notoriedade ganha por outros trabalhos da cantora, embora tenha atingindo a oitava posição da Billboard Hot 100 dos Estados Unidos, e mais tarde foi certificada com disco de ouro pela Recording Industry Association of America (RIAA). A Australian Recording Industry Association (ARIA) e Music Canada também atribuíram o mesmo galardão. A faixa vendeu um milhão de descargas digitais em território norte-americano, segundo a Nielsen SoundScan.
O vídeo musical, dirigido por Joseph Kahn, estreou a 11 de maio de 2007 através da iTunes Store. Inicialmente, apresenta a cantora a afogar-se numa banheira, prosseguindo para várias cenas em que atua como um fantasma, assombrando o seu ex-namorado após o final do relacionamento e devido à traição do indivíduo. A faixa recebeu várias interpretações ao vivo como parte da sua divulgação, e inclusive esteve no alinhamento das digressões mundiais My December Tour, 2 Worlds 2 Voices Tour, All I Ever Wanted Tour e Stronger Tour, que passaram pelos continentes americanos, Ásia, Europa e Oceânia.

## Antecedentes e lançamento
A música foi concebida em conjunto com "Since U Been Gone" e "Behind These Hazel Eyes", cujas duas últimas foram incluídas no segundo álbum de estúdio da cantora, Breakaway (2004). A elaboração de "Never Again" foi realizada para contrastar com essas as duas canções, contudo "não foi originalmente escrita" com esse pensamento em mente, e foi ajustada "após esse facto". Após o lançamento de My December, existiu um conflito interno entre Clarkson e a sua editora discográfica RCA Records. O tema, em conjunto com alguns outros, esteve para ser removido do alinhamento final do disco, mas Kelly quis que fosse a abertura, afirmando que era "divertido, e foi essa a razão para ter permanecido". A jovem afirmou que "só tem uma energia tão grande. É tão brusca - Estava com tanta raiva - e lê-se tão bem, então ficámos com ela".
O seu lançamento ocorreu a 24 de abril de 2007 nos Estados Unidos, em que a RCA enviou a obra para as rádios locais e a 19 Recordings para os vendedores digitais, servindo como primeiro single de My December. Mais tarde, a 17 de maio, foi disponibilizada para descarga digital em vários outros países com iTunes Store. A Alemanha e o Reino Unido receberam comercialização em CD single também, com uma faixa original e uma remistura. A melodia recebeu várias interpretações ao vivo como parte da sua divulgação, e inclusive esteve no alinhamento das digressões mundiais My December Tour, 2 Worlds 2 Voices Tour, All I Ever Wanted Tour e Stronger Tour, que passaram pelos continentes americanos, Ásia, Europa e Oceânia.

## Estilo musical e letra
"Never Again" é uma canção de tempo moderado que incorpora elementos de estilo pop rock, produzida pelo norte-americano David Kahne. A sua gravação decorreu em 2007 nos estúdios Mower e The Village Recorde na Califórnia. A obra difere de lançamentos anteriores, contudo mantém a sonoridade influenciada pela música rock, contendo influências de eletrónica e rock de arena. Consiste na utilização de vocais agudos, teclado por Kahne, juntando acordes de guitarra por Jimmy Messner e bateria por Shawn Pelton, ao estilo da banda Queens of the Stone Age. Numa entrevista com a estação de televisão MTV, Kelly citou "You Oughta Know" de Alanis Morissette e Pat Benatar como influências para o registo. De acordo com a artista, alguém na editora desgostou do tema porque a sua melodia era semelhante em demasia às de Benatar:
| “ | Eu fiquei 'Agora assim gosto! Eu gosto dela, que se passa contigo?' Adoro todos os tipos de raparigas do rock que sabem o que estão a fazer. O que é engraçado é que agora pensamos nela como um ícone do rock, mas ela era bem pop também. E eu estou muito pop também - sou uma mulher rock/pop, e sinto-me bem com isso. | ” |

A letra foi escrita pela própria Clarkson e Jimmy Messer. De acordo com a partitura publicada pela Alfred Publishing Company, a música é definida no tempo de assinatura moderadamente rápido com um metrónomo de 138 batidas por minuto. Composta na chave de sol menor com o alcance vocal que vai desde da nota baixa de sol, para a nota de alta de mi bemol. Liricamente, foi descrita como um hino amargurado sobre o final de um relacionamento. Muitos dos críticos compararam a faixa a "Since U Been Gone", em que Tina Mrazik da Yahoo! Music, comentou a semelhança na área vocal. Sal Cinquemani, da revista Slant Magazine, descreveu "Never Again" como uma versão um pouco mais difícil e menos imediata de todo álbum Breakaway.

## Receção pela crítica
| Críticas profissionais | Críticas profissionais |
| Avaliações da crítica  | Avaliações da crítica  |
| Fonte                  | Avaliação              |
| ---------------------- | ---------------------- |
| About.com              | [ 16 ]                 |
| Billboard              | (favorável)            |

As críticas após o lançamento da faixa foram geralmente positivas. Bill Lamb do portal About.com atribuiu quatro estrelas de cinco possíveis, prezando "Never Again" pela sua produção, que afirmou deixar a voz de Clarkson estar no centro do palco, e deixa a sua mensagem bem nítida, descrita como "um aviso sério sem soar à beira do colapso". Lamb concluiu que a sua sonoridade transmitia força e poder, porém, considerou que em termos líricos era menos poderosa que "Before He Cheats" de Carrie Underwood. Chuck Taylor da revista Billboard considerou que a obra "marca o seu retorno antecipado e áspero". Taylor considerou que era a mesma situação de "Since U Been Gone" e "um dos melhores regressos, mas com uma falta de humor desarmante". Nick Levine do Digital Spy, numa crítica ao disco, afirmou que a faixa "era um indicador útil de onde Clarkson estava com a cabeça" quando a escreveu, realçando os acordes de guitarra "frenéticos". Sarah Rodman do jornal The Boston Globe comentou que o trabalho "chega perto, agradável na mesma, dos poderes vocais de Alanis Morissette e Pat Benatar", comparando-o a "Gimme Shelter" e "Nebraska". Stephen Thomas Erlewine do Allmusic selecionou o single como um dos melhores sons do álbum. Chris Willman, escritor da publicação Entertainment Weekly, referiu que "era uma diversão subversiva testemunhar a querida da América usando Never Again, o primeiro single ele-fez-me-mal, para se reinventar como uma banshee (desejando gangrena ao inimigo, não menos [que isso]).
Spence D. do portal IGN elogiou a canção como uma partida intrigante para Clarkson, escrevendo que "solta os verbos com entusiasmo". J. Freedom du Lac, editor do jornal The Washington Post, comentou que a fraca performance comercial da música em relação à de outros projetos de Breakaway, escrevendo que "não tem uma melodia memorável". Enquanto que Susan Frances da revista Hybrid Magazine descreveu a obra como uma "propulsão pop-rock de of Chevalle", Tony Heywood do musicOMH rotulou-a como "uma inteligente explosão de metal mini-pop de angústia e raiva". Brendan Butler, da Cinema Blend, elogiou-a como uma das mais amigáveis para reprodução nas estações de rádio em My December, escrevendo que "não há como negar que é uma música quente que seria melhor acompanhada por faixas que não tentem repetir a sua magia idêntica". A Rolling Stone posicionou a canção em 99 na sua lista das 100 melhores de 2007, e a Billboard atribuiu o 70.º lugar no final do ano.

## Vídeo musical

Numa das cenas do vídeo musical, a personagem de Clarkson assombra o ex-namorado, estando este afetado pela sua consciência e remorsos.

O vídeo musical, dirigido por Joseph Kahn, foi filmado em Los Angeles entre 11 e 13 de abril de 2007. A sua estreia ocorreu a 1 de maio do mesmo ano, ficando disponível na iTunes Store de alguns países, como Austrália e Estados Unidos.
A trama, com uma duração superior a três minutos, envolve o ex-marido (protagonizado pelo ator Dominic Figlio) da personagem de Clarkson a tentar afogá-la na sua banheira. De seguida, este dirigi-se para um aeroporto a fim de se encontrar com a amante, mas entretanto vai sentido-se perturbado pelos remorsos. Várias aparições de Clarkson estão presentes no seu carro, e novamente no aeroporto para assombrá-lo. Kelly disse que o vídeo foi semelhante ao filme de 2000 What Lies Beneath, porque, como ela mesma disse, "não se sabe se ele me matou ou se está apenas a ser assombrado pela sua consciência". A cantora, em seguida, ressurge na banheira enquanto que o indivíduo acorda do sonho dentro do carro. Entre várias cenas, a artista canta numa sala branca e vazia, ao lado da sua banda, com um vestuário maioritariamente branco. Kelly afirmou que a utilização da cor branca não tinha relação com a demonstração do seu conhecimento por ter passado pela experiência "da sua inocência ter sido arrancada". Qualquer pessoa já se apaixonou, e quando algo corre mal, infelizmente, tudo fica frio e é difícil passar por isso". Na cena final do teledisco, a jovem caminha à saída de sua casa e entra no carro, arrancando e deixando o namorado para trás.
Em análise ao trabalho videográfico, Anna Pickard do jornal britânico The Guardian, afirmou que era "um vídeo complexo", "com tantas voltas e reviravoltas inteligentes". Pickard descreveu cada cena do teledisco e apontou três teorias possíveis expressas através da sua visualização.

## Faixas e formatos
A versão digital de "Never Again" contém apenas uma faixa com duração de três minutos e trinta e seis segundos. Na Alemanha e Reino Unido, o tema também foi comercializado em versão CD single, possuindo duas faixas no total, sendo que uma delas é a versão do single e ainda uma remistura a partir da original.
| Descarga digital |               |         |  |
| N.º              | Título        | Duração |  |
| 1.               | "Never Again" | 3:36    |  |

| CD single      |                                       |         |  |
| N.º            | Título                                | Duração |  |
| 1.             | "Never Again"                         | 3:52    |  |
| 2.             | "Never Again" (Dave Audé Radio Remix) | 4:11    |  |
| Duração total: | Duração total:                        | 8:03    |  |

## Desempenho nas tabelas musicais
"Never Again" teve um desempenho comercial moderado nos territórios mundiais. Nos Estados Unidos, na semana com término a 12 de maio de 2007, a canção debutou na Billboard Hot 100 na oitava posição devido às 100 mil descargas digitais. Como consequência, recebeu certificação de disco de ouro pela Recording Industry Association of America (RIAA) a 31 de Julho com 500 unidades distribuídas. Desde do seu lançamento, o tema alcançou a marca superior a um milhão de descargas digitais vendidas no país. No Canadá, entrou na tabela musical na Canadian Hot 100 no nono lugar na semana de 2 de junho de 2007 e conseguiu subir mais um posto na edição seguinte. A Music Canada acabou por galardoar a canção com ouro pelas 40 mil cópias vendidas.
Na Austrália, a faixa estreou a 10 de junho na quinta posição como melhor, permanecendo nos dez melhores lugares durante sete semanas. A Australian Recording Industry Association (ARIA) também premiou com disco de ouro pelas 35 mil unidades distribuídas, além de ter posicionado o tema em 40.º na lista final de ano. No Reino Unido, a obra debutou na sua melhor posição, a nona. Esteve presente nos setenta melhores luhares durante oito semanas. Na Irlanda, o décimo primeiro posto foi o melhor atingido, durando mais cinco edições na tabela musical do país.
| Tabela musical (2007)                            | Melhor posição |
| ------------------------------------------------ | -------------- |
| Alemanha - Media Control AG                      | 19             |
| Austrália - ARIA Singles Chart                   | 5              |
| Bélgica - Ultratop (Flandres)                    | 44             |
| Canadá - Canadian Hot 100                        | 8              |
| Eslováquia - IFPI Slovenská Republika            | 46             |
| Estados Unidos - Billboard Hot 100               | 8              |
| Estados Unidos - Billboard Pop Songs             | 20             |
| Estados Unidos - Billboard Adult Pop Songs       | 12             |
| Estados Unidos - Billboard Dance/Club Play Songs | 24             |
| Irlanda - Top 100 Singles                        | 11             |
| Nova Zelândia - NZ Top 40 Singles                | 20             |
| Países Baixos - Dutch Top 40                     | 38             |
| Reino Unido - UK Singles Chart                   | 9              |
| Suécia - Sverigetopplistan                       | 39             |
| Suíça - Swiss Singles Chart                      | 22             |

| País           | Providente   | Certificação |
| -------------- | ------------ | ------------ |
| Austrália      | ARIA         | Ouro         |
| Canadá         | Music Canada | Ouro         |
| Estados Unidos | RIAA         | Ouro         |

## Créditos
Todo o processo de elaboração da canção atribui os seguintes créditos pessoais:
| - Kelly Clarkson – vocalista principal; - Jimmy Messner - composição, produção; - David Kahne - produção, teclado; - Andy Wallace - mistura; - Mike Schielzi - assistência de mistura; | - Jason Halbert - teclado; - Shawn Pelton - bateria; - Billy Mohler - baixo; - Jimmy Messner - guitarra. |

## Histórico de lançamento
"Never Again" começou a ser reproduzida nas rádios norte-americanas a 24 de abril de 2007. Digitalmente, foi disponibilizada na iTunes Store a 17 de maio em maior parte dos países, e no mês seguinte, a Europa, nomeadamente Reino Unido e Alemanha, também, receberam comercialização em CD single.
| País           | Data                | Formato          | Editora discográfica |
| -------------- | ------------------- | ---------------- | -------------------- |
| Estados Unidos | 24 de abril de 2007 | Rádio mainstream | RCA                  |
| Estados Unidos | 24 de abril de 2007 | Descarga digital | RCA                  |
| Austrália      | 17 de maio de 2007  | Descarga digital | RCA                  |
| Brasil         | 17 de maio de 2007  | Descarga digital | RCA                  |
| França         | 17 de maio de 2007  | Descarga digital | RCA                  |
| Itália         | 17 de maio de 2007  | Descarga digital | RCA                  |
| Países Baixos  | 17 de maio de 2007  | Descarga digital | RCA                  |
| Portugal       | 17 de maio de 2007  | Descarga digital | RCA                  |
| Alemanha       | 1 de junho de 2007  | CD single        | RCA                  |
| Reino Unido    | 11 de junho de 2007 | CD single        | RCA                  |